# خانه سید جواد نائل
خانه سید جواد نائل مربوط به اواخر دوره صفوی است و در اصفهان، میدان طوقچی ـ کوچه مسجد مصری واقع شده و این اثر در تاریخ ۷ مهر ۱۳۵۴ با شمارهٔ ثبت ۱۱۰۲ به‌عنوان یکی از آثار ملی ایران به ثبت رسیده‌است. بنای تاریخی خانه سید جواد نائل در اواخر دوره صفویه ساخته شده و در سال‌های اخیر بر اساس اسناد قانونی ۵ دنگ این خانه متعلق به میراث فرهنگی و یک دنگ آن در دست مالک خصوصی بوده و اقداماتی نیز برای سامان‌دهی و مرمت این خانه تاریخی انجام شده بود.

## تخریب
خانه تاریخی نائل اصفهان در پاییز ۱۳۹۶ به صورت شبانه تخریب شد. شواهد و بررسی‌ها نشان داد که این خانه تاریخی با لودر تخریب شده‌است و این‌که این تخریب را چه‌کسی انجام داده مشخص نیست. ولی آنچه روشن است، این است که هیچ تخریبی با این وسعت و با این امکانات، بدون هماهنگی شهرداری اصفهان (منطقه سه) اتفاق نمی افتد!.

## بازسازی
پس از گذشت ۲ ماه از این تخریب مدیرکل میراث فرهنگی اصفهان خبر محصور شدن خانه تاریخی نائل برای مرمت را داده و بیان کرده که مرمت خانه نائل در دستور قرار گرفته به زودی طرح مرمت خانه آماده و مرمت آن توسط کارشناسان انجام می‌شود، در این راستا پیگیری برای برخورد با متخلفان به سرعت در حال اجرا است. فریدون الهیاری گفت «در حال حاضر خانه را محصور سازی کرده‌ایم و گام بعدی این است که در زمینه نحوه اجرا و طرح اقدام کنیم. آنچه که از این خانه تخریب شده، بخش محدودی بود و بخش مهم این خانه پیش از آن تخریب شده بود.».